# Naturschutzgebiet Reinscheid
Das Naturschutzgebiet Reinscheid mit einer Größe von 25,9 ha liegt nördlich von Sieperting im Gemeindegebiet von Eslohe. Das Gebiet wurde 2008 mit dem Landschaftsplan Eslohe durch den Hochsauerlandkreis als Naturschutzgebiet (NSG) ausgewiesen. Das Schutzgebiet besteht aus zwei Teilflächen.

## Gebietsbeschreibung
Alter Rotbuchen- und Buchenmischbestand mit viel Totholz. Einige Rotfichtenbestände sind mit ins NSG einbezogen. Im Wald kommen Pflanzenarten wie Fuchssches Greiskraut, Heidelbeere, Pillen-Segge, Roter Fingerhut, Traubeneiche, Wald-Ehrenpreis und Wald-Frauenfarn vor.

## Schutzzweck
Schutz des Buchenbestandes mit großer strukturellen Vielfalt.